# 軍犬 (小說)
《軍犬》（Military Dog）是夏慕聰所著的網路連載BDSM經典小說。2019年改編成10分鐘電影短片。
原版小說從2003年至2009年在網路連載，2010年出版成書。

## 沿革

### 發表
作者夏慕聰（阿聰）於2003年開始於BDSM論壇「暗黑堡壘」故事文庫連載。2004年底，第四部同步連載皮繩愉虐邦網站。由於暗黑堡壘系統問題關站，第五部僅於皮繩愉虐邦網站。連載至第九回，由於盜轉日趨嚴重，作者遂發表停載宣告。其後轉至作者於電子佈告欄「KKcity」的個人版連載到結束為止，共歷時六年。
- 第一部：2003年8月25日～2003年8月30日，共8回。
- 第二部：2003年9月2～2003年9月16日，共15回。
- 第三部：2003年9月29～2003年12月20日，共41回。
- 第四部：2004年12月20～2005年6月3日，共16回。
- 第五部：2006年10月26～2009年6月15日，連載至21回後，分為結局1（tbc ver.）16回，結局2（bdsm ver.）5回，共42回。

### 劇情
男性職業軍官李軍忠，在SM網站遇見了犬主ｄｔ，召喚出他體內騷動而堅強的狗性。他／牠立誓成為一隻忠心耿耿、能讓主人為他驕傲的軍犬，即使要受再多的責罰和磨練，也甘之若飴。被主人處罰，就能深刻的感受到主人希望他好，要他遵守規則，在處罰中，他強烈感受到主人對他的愛。
在ｄｔ不告而別後，李軍忠認識了凰女王，並成為男女朋友，他們沒有SM關係，然而李軍忠心理一直有著ｄｔ主人。當必須面臨抉擇時，女友和主人該選哪邊好？成了故事最終的叉路。

### 出版
2010年完整版由基本書坊出版成書，2011年7月首刷售罄。2013年8月再版精裝珍藏版，雙結局之「結局2」全新改寫。
網路連載後來集結成書（2010年4月30日，基本書坊出版，ISBN 9789866474132），為求《軍犬》上市書店通路分級溝通時使用的憑據，2010年2月遂由基本書坊將書稿送至中華民國出版倫理自律協會評議。四位委員初評的結果，兩位列限制級，兩位列其他（也就是可能涉及猥褻）。後者的理由是：本書圍繞在性愛的描寫，無文學性、無藝術性，抹煞了人性而彰顯了狗性。針對評議意見，出版社方面提出了回應，例如：文學性與藝術性的界定，向來就是個艱難的辯論議題，何人能傲慢地自認有權力對作品下如此的評語──何況是握有權力的「社會賢達＋評議委員」？再則，名著《所多瑪120天》的尺度之大，《軍犬》的描寫尚與它有一段差距，何以《所》能夠列於限制級，而《軍犬》不能？是因為《所》書有外國作家加持、《軍犬》沒有？亦或有其他原因？對於評議會所持的標準，願聞其詳。兩週之後復評，《軍犬》確定評為限制級。

### 後續影響
《軍犬》為台灣第一本以BDSM題材出版的原創小說，成為台灣在地皮繩愉虐與性別研究題材，多位學者以此文本探討情色的動物角色扮演、SM與犯罪的界線、SM慾望與身分轉換等議題。 2011年3月獲芝加哥皮革博物館館藏。

## 改編

### 聲音劇場
《軍犬》的聲音劇場改編作品在2013臺北藝穗節皮繩愉虐邦X基本書坊《別再說你沒看過繩縛，汪！》中（監督：南西，主演：Kubrick、吳九客、李柏瑞、趙午餐，後期製作：Sofia Chen）。

### 電影短片
《軍犬》（Military Dog）拍攝於2018年，由王品文導演，姚淳耀主演，2019年1月，推出預告片。7月24日於美國洛杉磯Outfest同志影展全球首映，8月24日於台灣國際酷兒影展全台首映。10月入選台灣國際女性影展台灣競賽單元，並獲得金獎。2020年，入圍金穗獎一般作品類最佳劇情片。
- 姚淳耀 飾演 李軍忠
- 蔡力允 飾演 dt
- 賈孝國 聲演 dt
- 王可元 飾演 學弟
- 朱宸瀧 飾演 總值日官
- 陳彥翰 飾演 巡邏官

### 網路劇
於2020年初，與基本書坊及作者解約，所有版權回到出版社及作者，目前待有興趣的製作公司與出版社洽談。

## 外部連結
- 互联网电影数据库（IMDb）上《軍犬》的资料（英文）
- 《軍犬》電影短片 的豆瓣頁面
- 《軍犬》網路劇 （页面存档备份，存于） 的豆瓣頁面

其他
- 一段人犬情慾生命的SM成長旅程：貼身專訪《軍犬》作者阿聰
- 軍犬聲音劇場 （页面存档备份，存于）